# Floriston
Floriston es un lugar designado por el censo ubicado en el condado de Nevada en el estado estadounidense de California. En el año 2010 tenía una población de 73 habitantes.

## Historia
A Mediados del siglo XIX, era el paso de acceso a Sacramento, por la ruta de California.

## Geografía
Floriston se encuentra ubicado en las coordenadas 39°23′39″N 120°1′17″O / 39.39417, -120.02139.